# Попово (Великобагачанский район)
Попово (укр. Попове) — село, Корниенковский сельский совет, Великобагачанский район, Полтавская область, Украина.
Код КОАТУУ — 5320281804. Население по переписи 2001 года составляло 439 человек.

## Географическое положение
Село Попово находится на расстоянии до 2-х км от сёл Ракита, Шпирны, Корниенки и Мостовивщина. По селу протекает пересыхающий ручей с запрудой. Рядом проходит автомобильная дорога Т-1717.

## Экономика
- «Агроинвест», агрофирма, ЧП.

## Объекты социальной сферы
- Школа I—II ст.